# 人間定格
《人間定格》是一個香港電台第二台的電台節目，杜雯惠主持，逢星期一至星期五晚上七點至九點播出。1998年3月30日啟播，直至2003年5月9日停播。

### 節目內容
節目平常以播放歌曲為主，主持人會揀選不同類型的歌曲（多數為舊歌），並會接收聽眾的傳真聊天或點唱。此外，節目亦有不少特別環節，其中最為著名的是「Happy Hour」。

### 人間定格Happy Hour
「Happy Hour」是逢星期五的恆常環節，但亦曾經逢星期二及五也直播。每次都會邀請不同嘉賓上節目與現場樂隊即席演奏獻唱，並接受聽眾電話/傳真點唱。更不時會有一種考驗嘉賓急才的自由即興歌接歌表演, 每由十五分鐘至二十五分鐘不等稱為「競歌super-jam」。 節目中擔任演奏的樂隊為「跳格樂隊」，主要成員包括：雞蛋-李啟昌（結他/低音結他）、Lawrence-周龍威（鋼琴/琴鍵）、阿雞（結他/低音結他）、熊貓（鼓擊）。
本環節除了由杜雯惠主持外，也有不同的客席主持；羅敏莊、胡諾言及曹永廉等都曾在一段時間出任「Happy Hour」的客席主持。邀請到來的嘉賓也不同類型，只要是能唱的都有可能會邀請到，所以不一定是歌手，也很多是演員。

### 廣播劇
節目剛開播時，曾播出由杜雯惠編寫的廣播劇《我不是男人》，劇中最主要聲演的為杜雯惠及周國豐。本劇亦曾推出小說，由次文化堂七字頭出版社出版。另外，杜雯惠在節目中亦會不時讀出一些關於「禪」的故事來啟發聽眾思考，這些故事亦曾輯錄為一張故事專輯，命為《蟬 人間》，當中除故事外，亦包含一些純音樂。
1999年，曾推出另一廣播劇《梁正希律師事務所》，劇本由筆名「梁正希」，即當時《講東講西》主持「正氣良」（執業律師張永良）撰寫。

### 現場音樂會直播
節目會不定期舉辦現場音樂會直播，並邀請觀眾進場欣賞。音樂會大多在九龍廣播道30號香港電台的一號錄音室（S1）舉行，但亦不時會移師不同場地舉行，如：香港藝術中心（演戲家族台上唱）、香港文化中心大劇院（杜雯惠人夾人緣音樂會）等。
此外，節目亦曾舉辦過兩輪在本地大專院校的巡迴音樂會直播，第一輪名為《學界音樂大聯盟》，於香港中文大學邵逸夫堂及香港大學黃克競樓平台舉行；第二輪則名為《人間定格April Skool Tour》，於香港中文大學峰火台、香港大學莊月明文娛中心劇場、香港浸會大學舊校平台及香港城市大學羅馬廣場舉行 。

### 結束
節目在2003年5月結束後，主持人杜雯惠及友人合力推出紀念專輯，命名為《人間定格》，專輯中最後一首歌《You've Got a Friend》亦可說是「Happy Hour」環節的主題曲，節目中時常可聽到他們演唱，這首歌曲亦象徵了節目的精神及與聽眾的友誼。

### 唱片專輯
《人間定格》  2003年 正東唱片(HK) .
由「跳格樂隊」四位成員包辦 編曲, 演奏, 錄音, 監製。
- 歌曲 ：

1. 打得火熱  -- 杜雯惠、Joey Tang鄧建明(vocal, Lead guitar)
2. 風箏與風  -- 羅敏莊、杜雯惠、Jerald陳哲廬(soprano saxophone )
3. 高妹前後傳  -- 胡諾言、杜雯惠、胡潤勤(flute)
4. 浪子心聲  -- 杜雯惠、陳錦鴻（獨白）
5. 幾分鐘的約會  -- 杜雯惠、胡潤勤(flute)
6. 假如  -- 杜雯惠、Lawrence周龍威(piano)
7. 今晚夜  -- 杜雯惠
8. 不可以逃避  -- 杜雯惠
9. 傷信  -- 杜雯惠、Lawrence周龍威(piano)
10. 願  -- 杜雯惠、胡諾言、鄧婉玲、跳格樂隊
11. 唱一首好歌  -- 杜雯惠
12. 有沒有  -- 杜雯惠(作曲及作詞)
13. You've got a friend  -- 杜雯惠、羅敏莊、胡諾言、跳格樂隊